# Saprinus profusus
Saprinus profusus är en skalbaggsart som beskrevs av Thomas Casey 1893. Saprinus profusus ingår i släktet Saprinus och familjen stumpbaggar. Inga underarter finns listade i Catalogue of Life.